# آتش‌سوزی جنگل (فیلم ۱۹۲۵)
«آتش‌سوزی جنگل» (انگلیسی: Wildfire (1925 film)) یک فیلم به کارگردانی تی. هیز هانتر است که در سال ۱۹۲۵ منتشر شد. از بازیگران آن می‌توان به آیلین پرینگل اشاره کرد.